# Leucauge behemoth
Espèce
Leucauge behemoth est une espèce d'araignées aranéomorphes de la famille des Tetragnathidae.

## Distribution
Cette espèce se rencontre en Amazonie au Brésil, en Colombie, en Équateur et au Pérou,.

## Description
La femelle paratype mesure 10,76 mm et le mâle paratype 9,10 mm, Les mâles mesurent de 8,2 à 11,1 mm et les femelles de 8,8 à 11,8 mm.

## Éthologie
Cette espèce vie en colonies.

## Systématique et taxinomie
Cette espèce a été décrite par Ferreira-Sousa, Venticinque, Motta et Brescovit en 2023.

## Étymologie
Cette espèce est nommée en l'honneur de Béhémoth.

## Publication originale
- Ferreira-Sousa, Venticinque, Motta & Brescovit, 2023 : « The more, the merrier: a new colonial species of the orb weaving spider genus Leucauge White, 1841 (Araneae: Tetragnathidae) from the Amazon rainforest. » Zootaxa, no 5383(1), p. 83-95.